# The Sand Pebbles
The Sand Pebbles (br: O Canhoneiro do Yang-Tsé; pt: Yang-Tsé em Chamas) é um filme estadunidense de 1966, dirigido por Robert Wise, adaptado do livro homônimo de Robert McKenna. Foi indicado a oito prêmios Óscar.

## Sinopse
Em 1926, durante a Guerra Civil Chinesa, o marinheiro Jake Holman (Steve McQueen), é incubido de resgatar missionários estadunidenses presos, entre os quais o marinheiro Frenchy (Richard Attenborough), que raptara sua noiva chinesa de um leilão.

## Elenco principal
- Steve McQueen .... Jake Holman
- Candice Bergen .... Shirley Eckert
- Richard Attenborough .... Frenchy Burgoyne
- Richard Crenna .... Captain Collins
- Emmanuelle Arsan .... Maily (como Marayat Andriane)
- Mako .... Po-han
- Larry Gates .... Jameson
- Charles Robinson .... Ensign Bordelles
- Simon Oakland .... Stawski
- Ford Rainey .... Harris
- Joe Turkel .... Bronson
- Gavin MacLeod .... Crosley
- Joe Di Reda .... Shanahan (como Joseph di Reda)
- Richard Loo .... Major Chin
- Barney Phillips .... Franks

## Principais prêmios e indicações
Oscar 1968 (EUA)
- Indicado nas categorias de melhor filme, melhor ator, ator coadjuvante (Mako), direção de arte, melhor fotografia, melhor edição, mixagem de som e melhor trilha sonora.